# Список соборов Норвегии
Список кафедральных соборов Норвегии.

## Церковь Норвегии
| Собор               | Изображение | Диоцез                    | Локализация  | Дата | Стиль         | Комментарий                                                                                    |
| ------------------- | ----------- | ------------------------- | ------------ | ---- | ------------- | ---------------------------------------------------------------------------------------------- |
| Собор Бергена       |             | Диоцез Бьёргвина          | Берген       | 1181 | готика        |                                                                                                |
| Собор Будё          |             | Диоцез Сёр-Холугаланна    | Будё         | 1956 | функционализм |                                                                                                |
| Собор Кристиансанна |             | Диоцез Агдера и Телемарка | Кристиансанн |      |               |                                                                                                |
| Собор Молде         |             | Диоцез Мёре               | Молде        | 1957 |               |                                                                                                |
| Собор Нидароса      |             | Диоцез Нидароса           | Тронхейм     | 1070 | готика        |                                                                                                |
| Собор Осло          |             | Диоцез Осло               | Осло         | 1697 |               |                                                                                                |
| Собор Ставангера    |             | Диоцез Ставангера         | Ставангер    | 1125 | готика        |                                                                                                |
| Собор Тромсё        |             | Диоцез Нур-Холугаланна    | Тромсё       | 1861 | неоготика     |                                                                                                |
| Собор Тёнсберга     |             | Диоцез Тунсберга          | Тёнсберг     |      |               |                                                                                                |
| Собор Фредрикстада  |             | Диоцез Борга              | Фредрикстад  |      |               |                                                                                                |
| Собор Хамара        |             | Диоцез Хамара             | Хамар        | 1856 | неоготика     |                                                                                                |
| Арктический собор   |             | Диоцез Нур-Холугаланна    | Тромсё       | 1965 |               | данное здание именуется собор лишь в поэтическом смысле. Там никогда не было кафедры епископа. |

## Римско-католическая церковь[1]
| Собор                      | Изображение | Диоцез                              | Локализация | Дата | Стиль | Комментарий                 |
| -------------------------- | ----------- | ----------------------------------- | ----------- | ---- | ----- | --------------------------- |
| Собор Святого Олафа        |             | Епархия Осло                        | Осло        | 1856 |       | до 1953 года — про-катедрал |
| Собор Пресвятой Девы Марии |             | Территориальная прелатура Тромсё    | Тромсё      |      |       | про-катедрал                |
| Собор Святого Олафа        |             | Территориальная прелатура Тронхейма | Тронхейм    | 1973 |       |                             |